# ماچییووینتا
ماچییووینتا (به لاتین: Maciejowięta) یک روستا در لهستان است که در گمینا دوبنگنکی واقع شده‌است. ماچییووینتا ۳۳ نفر جمعیت دارد.